# 葆拉·珀尔森
葆拉·珀尔森（德語：Paula Pöhlsen，1913年9月11日—2003年1月6日），德国女子竞技体操运动员。她曾代表德国参加1936年夏季奥林匹克运动会体操比赛，获得女子团体全能金牌。